# Рингель, Юлиус
Юлиус Рингель (нем. Julius Ringel; 16 ноября 1889 — 10 февраля 1967) — австрийский, затем немецкий офицер, участник Первой и Второй мировых войн, генерал горных войск, кавалер Рыцарского креста с Дубовыми листьями.

## Ранняя биография
Родился 16 ноября 1889 в Фолькермаркте, Австрия. В 1905 году он поступил в военное училище в Вене, которое окончил 18 августа 1909 года.

## Начало военной карьеры
В августе 1909 году поступил на военную службу в армию Австро-Венгрии, фенрихом (кандидат в офицеры) в 4-й пехотный полк. С ноября 1910 — лейтенант.

## Первая мировая война
С началом Первой мировой войны получил звание старшего лейтенанта и был направлен в горнострелковый полк, на Русский фронт (Галиция). Затем воевал на Итальянском фронте. С июля 1917 года — в звании капитана. Награждён тремя австро-венгерскими орденами.

## Между мировыми войнами
Продолжил службу в армии Австрийской республики, с 1932 года — подполковник. После вхождения Австрии в марте 1938 года в состав Германии — на службе в вермахте в том же звании. С февраля 1939 года — полковник.

## Вторая мировая война
В 1939 году — командир пехотного полка (на западной границе Германии).
В июне — октябре 1940 года — командир 3-й горной дивизии (в Норвегии).
С 25 октября 1940 года командир 5-й горной дивизии, с 1 ноября 1940 года — генерал-майор.
В апреле 1941 года 5-я горная дивизия участвовала в Греческой кампании — прорыв укреплённой линии Метакса, взятие Салоник и Афин.
21 мая 1941 года дивизия высажена на остров Крит, к 1 июня завершила захват острова. Генерал-майор Рингель награждён Рыцарским крестом.
В марте 1942 года дивизия направлена на Восточный фронт (южнее Ленинграда, в районе Волхова). С декабря 1942 года Рингель произведён в звание генерал-лейтенант. В апреле 1943 года дивизия отведена в тыл, за бои на Восточном фронте Рингель награждён Дубовыми листьями (№ 312) к Рыцарскому кресту.
С декабря 1943 года — дивизия воюет в Италии, против американо-британских войск.
С апреля 1944 года Рингель командует 69-м армейским корпусом (в Хорватии). С июня 1944 года — в звании генерал горных войск. С июля 1944 — командующий 18-м военным округом (в Австрии).
С февраля 1945 — командир корпуса «Рингель», названного его именем. После капитуляции Германии 8 мая 1945 года — взят в американский плен.
После Второй мировой войны написал документальный отчет о действиях 5-й горно-стрелковой дивизии, который назвал «Hurra! Die Gambocks» / «Ура! Горные Козлы» — лучшее изложение событий по мнению историков.
В военной истории известен как Юлиус «Папа» Рингель, так как подчиненные не только глубоко уважали своего командира за высокий профессионализм, но и любили его, что подтверждается многочисленными свидетельствами.
Скончался 10 февраля 1967 года.